# Glee:The Music, Volume 3 Showstoppers
Glee: The Music, Volume 3 Showstoppers es una banda sonora por el elenco de la serie de televisión estadounidense Glee. El álbum contiene canciones de la segunda mitad de la primera temporada de la serie, a excepción de los episodios "The Power of Madonna" y "Viaje a las Regionales", canciones que se incluyen en los EP: Glee: The Music, The Power of Madonna y Glee: The Music, Journey to Regionals, respectivamente. El álbum fue lanzado el 18 de mayo de 2010. Dos ediciones están disponibles: una edición estándar contiene 14 canciones y una edición de lujo, con 20 canciones. Showstoppers debutó en el No. 1 en los Billboard 200, vendiendo 136 000 copias en la primera semana. El 21 de noviembre de 2010, se anunció que el álbum ganó Favorite Soundtrack del Año en los American Music Awards.

## Lista de canciones

### Standard edition
| N.º | Título                                                                    | Escritor(es)                                             | Artista original                                                          | Duración |  |
| 1.  | «Hello, Goodbye»                                                          | Lennon–McCartney                                         | The Beatles                                                               | 3:29     |  |
| 2.  | «Gives You Hell»                                                          | Nick Wheeler, Tyson Ritter                               | The All-American Rejects                                                  | 3:26     |  |
| 3.  | «Hello» (con Jonathan Groff)                                              | Lionel Richie                                            | Lionel Richie                                                             | 3:32     |  |
| 4.  | «One Less Bell to Answer / A House Is Not a Home» (con Kristin Chenoweth) | Burt Bacharach / Bacharach, Hal David                    | The 5th Dimension / Dionne Warwick                                        | 4:42     |  |
| 5.  | «Beautiful»                                                               | Linda Perry                                              | Christina Aguilera                                                        | 3:59     |  |
| 6.  | «Physical» (con Olivia Newton-John)                                       | Steve Kipner, Terry Shaddick                             | Olivia Newton-John                                                        | 3:18     |  |
| 7.  | «Total Eclipse of the Heart» (con Jonathan Groff)                         | Jim Steinman                                             | Bonnie Tyler                                                              | 4:24     |  |
| 8.  | «Lady Is a Tramp»                                                         | Richard Rodgers, Lorenz Hart                             | Elenco del musical Babes in Arms                                          | 2:46     |  |
| 9.  | «One»                                                                     | Bono, The Edge, Adam Clayton, Larry Mullen               | U2                                                                        | 3:56     |  |
| 10. | «Dream On» (con Neil Patrick Harris)                                      | Steven Tyler                                             | Aerosmith                                                                 | 4:34     |  |
| 11. | «The Safety Dance»                                                        | Ivan Doroschuk                                           | Men Without Hats                                                          | 3:19     |  |
| 12. | «I Dreamed a Dream» (con Idina Menzel)                                    | Claude-Michel Schönberg, Alain Boublil, Herbert Kretzmer | Rose Laurens (Francés) y Patti LuPone (Inglés) del musical Les Misérables | 3:08     |  |
| 13. | «Give Up the Funk»                                                        | Jerome Brailey, George Clinton, Bootsy Collins           | Parliament                                                                | 4:25     |  |
| 14. | «Bad Romance»                                                             | Lady Gaga, RedOne                                        | Lady Gaga                                                                 | 4:54     |  |

### Deluxe edition
| N.º | Título                                                                    | Escritor(es)                 | Artista original                                                            | Duración |  |
| 1.  | «Hello, Goodbye»                                                          | Lennon–McCartney             | The Beatles                                                                 | 3:29     |  |
| 2.  | «Gives You Hell»                                                          | Wheeler, Ritter              | The All-American Rejects                                                    | 3:26     |  |
| 3.  | «Hello» (con Jonathan Groff)                                              | Richie                       | Lionel Richie                                                               | 3:32     |  |
| 4.  | «A House Is Not a Home»                                                   | Bacharach, David             | Dionne Warwick                                                              | 2:55     |  |
| 5.  | «One Less Bell to Answer / A House Is Not a Home» (con Kristin Chenoweth) | Bacharach / Bacharach, David | The 5th Dimension / Dionne Warwick                                          | 4:42     |  |
| 6.  | «Beautiful»                                                               | Perry                        | Christina Aguilera                                                          | 3:59     |  |
| 7.  | «Home» (con Kristin Chenoweth)                                            | Charlie Smalls               | Stephanie Mills del musical The Wiz                                         | 3:31     |  |
| 8.  | «Physical» (con Olivia Newton-John)                                       | Kipner, Shaddick             | Olivia Newton-John                                                          | 3:18     |  |
| 9.  | «Total Eclipse of the Heart» (con Jonathan Groff)                         | Steinman                     | Bonnie Tyler                                                                | 4:24     |  |
| 10. | «Lady Is a Tramp»                                                         | Rodgers, Hart                | Elenco del musical Babes in Arms                                            | 2:46     |  |
| 11. | «One»                                                                     | Bono                         | U2                                                                          | 3:56     |  |
| 12. | «Rose's Turn»                                                             | Jule Styne, Stephen Sondheim | Ethel Merman del musical Gypsy: A Musical Fable                             | 2:00     |  |
| 13. | «Dream On» (con Neil Patrick Harris)                                      | Tyler                        | Aerosmith                                                                   | 4:34     |  |
| 14. | «The Safety Dance»                                                        | Doroschuk                    | Men Without Hats                                                            | 3:19     |  |
| 15. | «I Dreamed a Dream» (con Idina Menzel)                                    | Schönberg, Boublil, Kretzmer | Rose Laurens (Francés) and Patti LuPone (Inglés) del musical Les Misérables | 3:08     |  |
| 16. | «Loser»                                                                   | Beck, Carl Stephenson        | Beck                                                                        | 3:47     |  |
| 17. | «Give Up the Funk»                                                        | Brailey, Clinton, Collins    | Parliament                                                                  | 4:25     |  |
| 18. | «Beth»                                                                    | Peter Criss, Stan Penridge   | Kiss                                                                        | 2:37     |  |
| 19. | «Poker Face» (con Idina Menzel)                                           | Lady Gaga, RedOne            | Lady Gaga                                                                   | 3:39     |  |
| 20. | «Bad Romance»                                                             | Lady Gaga, RedOne            | Lady Gaga                                                                   | 4:54     |  |

| Japanese bonus tracks |                          |                                       |                      |          |  |
| N.º                   | Título                   | Escritor(es)                          | Artistas originales  | Duración |  |
| 21.                   | «Shout It Out Loud»      | Paul Stanley, Gene Simmons, Bob Ezrin | Kiss                 | 2:49     |  |
| 22.                   | «Tell Me Something Good» | Stevie Wonder                         | Rufus and Chaka Khan | 3:15     |  |

### Posicionamiento
| Listas (2010)            | Posiciones |
| ------------------------ | ---------- |
| Australian Albums Chart  | 1          |
| Canadian Albums Chart    | 1          |
| Irish Albums Chart       | 1          |
| Mexican Albums Chart     | 9          |
| New Zealand Albums Chart | 3          |
| UK Albums Chart          | 3          |
| US Billboard 200         | 1          |

| Listas (2011)                   | Posiciones |
| ------------------------------- | ---------- |
| Belgian (Flanders) Albums Chart | 73         |
| Belgian (Wallonia) Albums Chart | 50         |
| Dutch Albums Chart              | 22         |
| Swiss Albums Chart              | 87         |

|

### Certificaciones
| País           | Organismo | Certificaciones (sales thresholds) |
| -------------- | --------- | ---------------------------------- |
| Australia      | ARIA      | Platinum                           |
| Ireland        | IRMA      | Platinum                           |
| New Zealand    | RIANZ     | Gold                               |
| United Kingdom | BPI       | Gold                               |
| United States  | RIAA      | Gold                               |